# Twelve Angry Men (episodio televisivo)
Twelve Angry Men —título en inglés traducible como «Doce hombres enojados» o «Doce hombres airados»— es un episodio dramático para televisión estadounidense de 1954 que forma parte de la serie de antología Studio One. Fue dirigido por Franklin Schaffner sobre un guion de Reginald Rose, y fue protagonizada por Robert Cummings y Franchot Tone. Emitido en directo, tuvo un gran impacto en el público, obtuvo tres premios Emmy y ha sido objeto de adaptaciones a otros medios en diferentes países. El episodio es conocido en español como Doce hombres en pugna y como Doce hombres sin piedad.

## Argumento
El drama representa un jurado obligado a deliberar en un juicio por homicidio. Al principio toman una decisión casi unánime de culpabilidad, con un único disidente de "no culpable", que a lo largo de la obra siembra la semilla de la duda razonable. La historia comienza después de que los alegatos finales han sido presentados en el caso del homicidio. Al igual que en la mayoría de los casos penales de Estados Unidos, los doce hombres deben adoptar su decisión por unanimidad sobre un veredicto de "culpable" o "no culpable". La persona imputada es un joven acusado de asesinar a su propio padre. Al jurado se le indica, además, que un veredicto de culpabilidad conllevará necesariamente una sentencia de muerte. Los doce pasan a la sala del jurado, donde empiezan a familiarizarse con sus respectivas personalidades. A lo largo de sus deliberaciones no se llaman por su propio nombre, sino por el número adjudicado. Varios de los miembros del jurado tienen diferentes razones para mantener prejuicios en contra del imputado: su raza, su origen y la conflictiva relación entre un miembro del jurado y su propio hijo.

## Producción
El episodio se estrenó en Estados Unidos, el 20 de septiembre de 1954 en el espacio Studio One de la cadena de televisión CBS. Fue dirigido por Franklin Schaffner, producido por Felix Jackson y contaba con el siguiente reparto:
- Norman Fell – Jurado N.º 1
- John Beal – Jurado N.º 2
- Franchot Tone – Jurado N.º 3
- Walter Abel – Jurado N.º 4
- Lee Philips – Jurado N.º 5
- Bart Burns – Jurado N.º 6
- Paul Hartman – Jurado N.º 7
- Robert Cummings – Jurado N.º 8
- Joseph Sweeney – Jurado N.º 9
- Edward Arnold – Jurado N.º 10
- George Voskovec – Jurado N.º 11
- Larkin Ford -  Jurado N.º 12

## Personajes
- Jurado n.º 1 (entrenador de fútbol): 40 años, presidente de un jurado cuyas dudas no termina de comprender, aunque finalmente cambia su voto a "culpable".
- Jurado n.º 2 (empleado bancario): 35 años, empleado de banca, no participa demasiado en la discusión y no se atreve a exponer sus verdaderos pensamientos. Confía en el poder judicial; convencido por algunos de los elementos descritos en el debate, cambió de opinión con bastante rapidez voto a "no culpable"
- Jurado n.º 3 (transportista de oficio): 50 años, propietario de una pequeña compañía de treinta y siete empleados. Su odio hacia el acusado que se explica en la obra es tal que es el último en seguir dictaminando "culpable".
- Jurado n.º 4 (corredor de bolsa): 35-40 años, corredor de bolsa, serio y reconcentrado, se basa sólo en los hechos, que son a priori en contra del acusado. Por lo tanto, mantiene su voto de culpable durante mucho tiempo, aunque finalmente también cambia su voto "culpable".
- Jurado n.º 5 (ciudadano lego): 25 años, desempleado, que creció en la misma zona que el acusado y cree ser el único en entender las circunstancias atenuantes, tomando el asunto de forma muy personal. Su voto de "no culpable" es de los primeros voto a "no culpable"
- Jurado n.º 6 (trabajador obrero): 40 años, pintor de brocha gorda. A pesar de su máxima de "pensar...yo no estoy acostumbrado", reflexiona mucho sobre este caso porque, a diferencia del jurado n.º 10, no tiene sensación de estar perdiendo el tiempo.voto a "no culpable"
- Jurado n.º 7 (vendedor de productos varios): 50 años, representante de comercio, está convencido de la culpabilidad y desconfía de los intelectuales. Nada va a cambiar su posición, y finalmente voto a "culpable". sin aparente convicción para poder asistir a un partido de béisbol, del que tiene dos entradas. Pero en el fondo, debido a que quiere aparentar poca seriedad, le cuesta hacer público ese cambio.
- Jurado n.º 8 (profesional de la construcción): 52 años, arquitecto; es el primero en dictaminar "no culpable", despertando la sombra de la duda entre el resto. Desmonta uno a uno los argumentos de la acusación y consigue revertir la tendencia, para obtener la unanimidad de "no culpable". Fue interpretado por Henry Fonda en la versión cinematográfica.
- Jurado n.º 9 (jubilado): 73 años, jubilado. Es comprensivo y atento hacia todos los argumentos. Por eso atiende las razones del Jurado n.º 8 y consigue convencer a algunos de los demás miembros del jurado. Fue interpretado por Joseph Sweeney  voto a "no culpable"
- Jurado n.º 10 (comerciante): 40-50 años, mecánico. El cambio de tendencia le exaspera porque quiere acabar rápidamente de una vez. Bajo la presión de aquellos que ya han cambiado el sentido de su voto, finalmente confiesa que el racismo es la causa de su posición voto a "culpable".
- Jurado n.º 11 (relojero): 55 años, relojero originario de Europa del Este, víctima de los prejuicios raciales de los miembros del jurado "no culpable" muestra su solidaridad con el acusado. Interpretado por George Voskovec.
- Jurado n.º 12 (publicista): 30 años, publicista; cambia la votación tres veces, siguiendo los argumentos de los diferentes intervinientes  voto a "culpable".

## Premios y nominaciones
Premios Emmy de 1955
| Categoría                          | Nominados                 | Resultado |
| ---------------------------------- | ------------------------- | --------- |
| Mejor programa individual          | Mejor programa individual | Nominado  |
| Mejor dirección                    | Franklin Schaffner        | Ganador   |
| Mejor guion dramático              | Reginald Rose             | Ganador   |
| Mejor actor en programa individual | Robert Cummings           | Ganador   |

## Adaptaciones

### Versión teatral
Un año más tarde, en 1955, el propio Reginald Rose adaptó la obra para su representación teatral aprovechando que casi toda la acción transcurría en un solo espacio: la sala de deliberaciones. La versión teatral ha sido traducida a multitud de idiomas y representada en distintas épocas y países con éxito de público. El propio Rose volvió a reescribir nuevas versiones con el paso del tiempo.

### Versiones cinematográficas
En 1957 se rodó una primera versión cinematográfica titulada 12 Angry Men. Fue producida por el propio Reginald Rose y por el actor Henry Fonda y dirigida por Sidney Lumet sobre un guion escrito nuevamente por Rose. Fonda se reservó el papel protagonista, acompañado en el reparto por Lee J. Cobb, Ed Begley y E. G. Marshall entre otros.
En 2007  Nikita Mijalkov dirigió 12 una versión muy libre del dramático de Rose que traslada la acción a Rusia e introduce variantes en el guion.

## Otras versiones televisivas
En Estados Unidos se realizó una nueva versión titulada también 12 Angry Men, dirigida por William Friedkin, y teniendo por octavo miembro del jurado a Jack Lemmon.
Televisión Española realizó tres adaptaciones sucesivas de la obra. En 1959 y 1961 realizó dos retransmisiones en directo, de la misma manera que la original. Pero la más famosa es la que realizó en 1973 protagonizada por José María Rodero, José Bódalo y un selecto elenco de actores de la época.